# Camille Muffat
Camille Muffat (phát âm tiếng Pháp: [ka.mij myfa]; 28 tháng 10 năm 1989 – 9 tháng 3 năm 2015) là một vận động viên 3 lần đoạt huy chương Olympic Pháp. Tại Thế vận hội mùa hè 2012 tại Luân Đôn, cô giành HCV tại nội dung bơi tự do 400 mét, huy chương bạc trong nội dung bơi tự do 200 mét và huy chương đồng trong các bơm tự do tiếp sức 4 × 200 mét.
Cô thiệt mạng trong vụ tai nạn máy bay trực thăng Villa Castelli trong khi quay chương trình truyền hình thực tế Pháp Dropped cho kênh TF1.